# Geike Arnaert

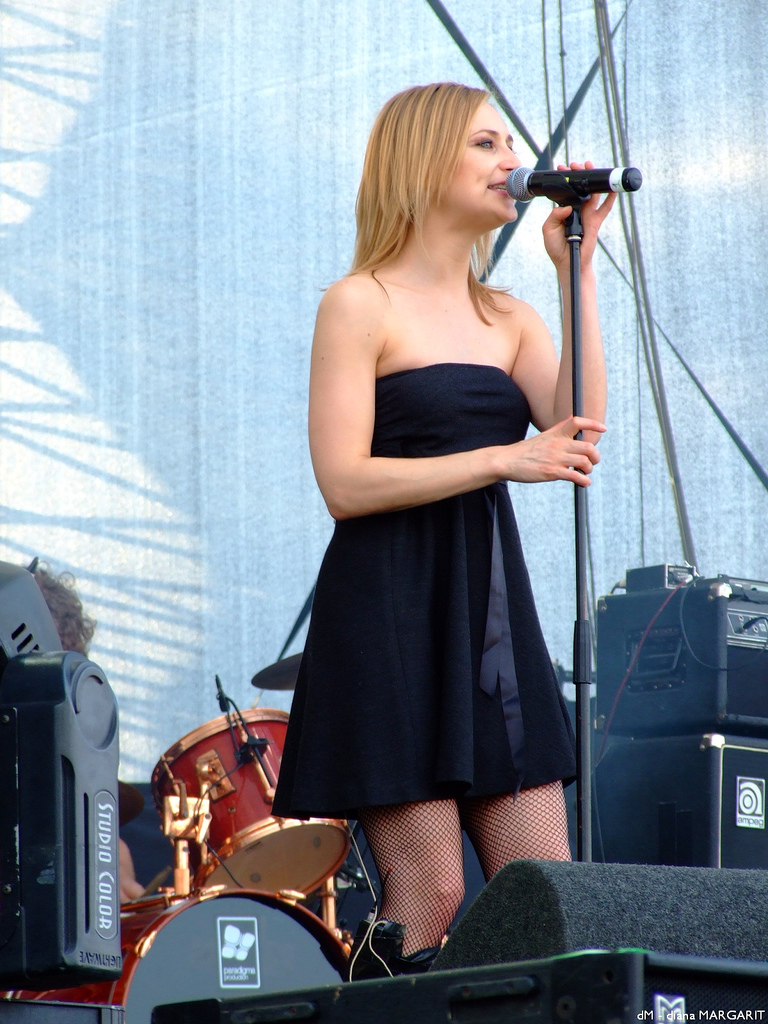
Geike Arnaert, 2007

Geike Arnaert (* 13. September 1979 in Poperinge) ist eine belgische Musikerin. Sie wurde bekannt als Sängerin von Hooverphonic. 

## Leben
Sie wuchs in Heuvelland in einer musikbegeisterten Familie auf, als Kind nahm sie Geigen- und Klavierunterricht. Im Alter von 9 Jahren nahm sie erstmals an einem lokalen Talentwettbewerb teil. Mit 15 Jahren sang sie in einer Band namens Bottled in Belgium. 1997 wurde sie die neue Sängerin von Hooverphonic, nachdem Liesje Sadonius die Band verlassen hatte und die als Ersatz vorgesehene Kyoko Baertsoen nach nur wenigen Konzerten wieder ausstieg. Nach kurzer Probezeit ging sie mit Hooverphonic auf Tournee. Auf The Magnificent Tree (2000), ihrem zweiten Album mit Hooverphonic, schrieb sie erstmals auch Texte, zu dem Titelstück und Pink fluffy dinosaurs.
In den Jahren 2000 und 2003 wurde sie jeweils als beste Sängerin mit dem belgischen Musikpreis Zamu Music Award ausgezeichnet.
2002 trat sie als Gastsängerin auf dem Album Bring it on von New Cool Collective auf und war auf dem Soundtrack der belgischen Fernsehserie Sedes & Belli mit dem Song Strange lit star vertreten. 2006 sang sie in einem Werbespot der Delhaize Group. 
2008 trat sie als Gastsängerin bei einem Musikprojekt des belgischen Sänger-Gitarristen Bobbejaan auf. Im selben Jahr erfüllte sie dem krebskranken Rapper Vijvenveertig seinen Wunsch, mit ihr zusammenzuarbeiten und steuerte Gesang zur Single Mijn Leven bei, die es zwei Monate nach dem Tod des Rappers in die belgischen Charts schaffte.
Im Oktober 2008 gab sie ihren Ausstieg bei Hooverphonic bekannt, um sich künftig ihrer Solokarriere zu widmen. Ihr letztes Konzert mit der Band spielte sie am 13. Dezember 2008 in Jekaterinburg. 
Im Oktober 2011 erschien ihr Solo-Debütalbum unter dem Titel For the beauty of confusion. Ein zweites Album mit dem Titel Lost in time erschien im Oktober 2019.
Zusammen mit Bløf sang sie 2018 den Song Zoutelande, der in den Niederlanden und Flandern zum Hit wurde.
Am 9. November 2020 wurde bekannt, dass Arnaert zu Hooverphonic zurückkehren wird.
Ihre Schwester Kaat Arnaert ist Sängerin der belgischen Band Sutrastore.